# Руденко Сергій Гнатович
Сергі́й Гна́тович Руде́нко (нар. 7 (20) жовтня 1904, Короп, Чернігівської області — пом. 10 липня 1990, Москва) — радянський військовий діяч, маршал авіації (1955), шостий Командувач Повітряно-Десантних Військ (з грудня 1948 року по січень 1950 року), Герой Радянського Союзу (1944), професор (1972). Кандидат у члени ЦК КПРС у 1961—1966 роках. Депутат Верховної ради РРФСР 4—5-го скликань. Депутат Верховної ради СРСР 2-го і 6-го скликань.

## Біографія
Народився в поселені Короп на Чернігівщині у сім'ї шевця.
1923 року добровольцем вступив у Червону армію. 1927 року закінчив військову школу льотчиків, 1932 року — командний факультет, 1936 року — оперативний факультет Вищої військово-повітряної академії імені Миколи Жуковського.
Від 1927 року — льотчик, від 1932 року — командир ескадрильї, полку, бригади, заступник командира та командир авіадивізії.
Під час Німецько-радянської війни — командир авіадивізії, командувач ВПС армії і Калінінського фронту, заступник командувача Військово-Повітряних Сил Волховського та Південно-Західного фронтів, з жовтня 1942 року — командувач 16-ї повітряної армії.
За вдале керівництво повітряною армією і проявленні при цьому мужність і героїзм 18 серпня 1944 року присвоєне звання Героя Радянського Союзу.
У 1948—1950 роках — Командувач Повітряно-Десантних Військ, від 1950 року — командувач дальньої авіації, заступник головнокомандувача ВПС, від 1953 року — начальник Головного штабу — перший заступник Головнокомандувача Військово-Повітряних Сил, від 1958 року — перший заступник Головнокомандувача Військово-Повітряних Сил СРСР.
Від 1968 року — начальник Військово-повітряної академії імені Ю. О. Гагаріна, від 1973 року — в групі генеральних інспекторів Міністерства оборони СРСР.
Помер у Москві, похований на Новодівочому кладовищі.

## Нагороди
- 6 орден Леніна
- 4 орден Червоного Прапора
- 2 орден Суворова 1-го ступеня
- орден Кутузова 1-го ступеня
- орден Суворова 2-го ступеня
- орден Жовтневої Революції
- орден Вітчизняної війни 1-го ступеня
- орден «За службу Батьківщині в Збройних Силах СРСР» 3-го ступеня
- медалі
- іноземні ордени

## Вшанування пам'яті
- Почесний громадянин Чернігова (25.08.1983)

## Твори
- Крила перемоги. — Москва, 1985.